# 艾莉森·帕克
艾莉森·帕克（英語：Alison Parker；1991年8月19日—2015年8月26日）是美國哥倫比亞廣播公司屬下媒體——WDBJ7電視台記者，維珍尼亞州馬田斯維爾人。曾就读于帕力亨利社區學院及詹姆斯麥迪遜大學。

## 生平
美國維珍尼亞州馬田斯維爾出生。就讀詹姆斯麥迪遜大學，期間擔任學生報紙《The Breeze》的新聞編輯，2012年12月畢業。
2012年曾在WDBJ電視台實習。2012年12月至2014年5月，在北卡羅萊納州美國廣播公司屬下的WCTI電視台擔任記者。2014年，進入WDBJ電視台，成为晨早新聞（Mornin）節目記者。期間與男主持人克里斯·赫斯特 （Chris Hurst）約會及同居。
美國東部時間2015年8月26日06时46分（中国時間：2015年8月26日19时46分），在史密夫山湖50週年紀念活動時採訪域奇·格拿（Vicki Gardner）時，被韋斯達·李·弗拉納根開槍殺死，終年24歲。